# تامارا چرنووا
تامارا چرنووا بازیگر اهل کشور روسیه است. وی در فیلم بختیار بازی کرده‌است.